# Timaeus van Tauromenium
Timaeus (Grieks: Τιμαιος) van Tauromenium was een Grieks geschiedschrijver uit de hellenistische periode (tweede helft van de 4e eeuw v.Chr.)
Hij werd geboren omstreeks het midden van de 4e eeuw, als zoon van Andromachus, tiran van Tauromenium (Grieks: Ταυρομήνιον, nu Taormina) op Sicilië. Om een of andere reden werd hij verbannen, en verhuisde toen naar Athene waar hij een halve eeuw bleef wonen en werken.
Zijn historisch werk omvatte de geschiedenis van de Magna Graecia vanaf het prille begin tot de Eerste Punische Oorlog. Documentatiemateriaal voor zijn omvangrijke werk vond hij genoeg in de bibliotheken van Athene, maar ook hield hij zijn oren en ogen open voor de eigentijdse gebeurtenissen en de rol die de opkomende macht van Rome daarin speelde.
Een grote verdienste van Timaeus is dat hij een belangrijke bijdrage leverde aan de veralgemening van de datering in olympiaden. Zijn werk werd een belangrijke bron voor latere historiografen.
De Timaeus is een van de werken van Plato, de belangrijkste bron over diens opvattingen betreffende de natuurfilosofie. 
- Bibsys: 95005122
- Biblioteca Nacional de España: XX5362194
- Bibliothèque nationale de France: cb12440598w (data)
- Gemeinsame Normdatei: 118802275
- International Standard Name Identifier: 0000 0003 9686 1384
- Library of Congress Control Number: n84058439
- Nationale Bibliotheek van Israël: 987007467582505171
- Nederlandse Thesaurus van Auteursnamen: 069965374
- Réseau des bibliothèques de Suisse occidentale: 02-A025805215
- LIBRIS: 345082
- Système universitaire de documentation: 066912695
- Virtual International Authority File: 266834057